# Lyle e Erik Menendez

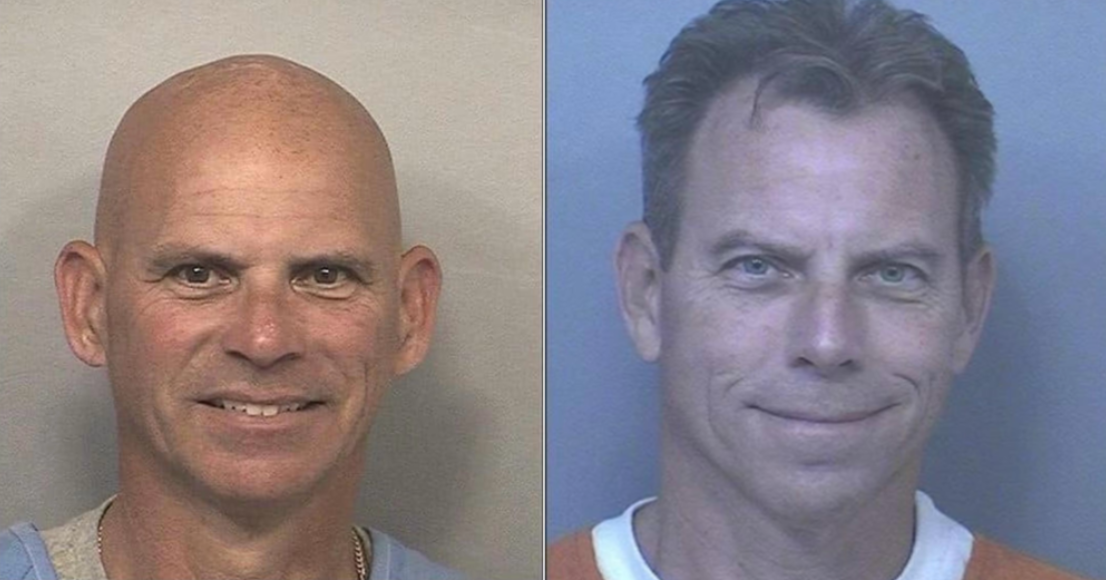
Mug shots de Lyle (esquerda) e Erik (direita) Menendez tiradas em 2023.

Joseph Lyle Menendez (Cidade de Nova Iorque, Nova York, 10 de janeiro de 1968) e Erik Galen Menendez (Blackwood, Nova Jérsei, 27 de novembro de 1970) são os irmãos estadunidenses, que foram condenados em 1996 à prisão perpétua pelo assassinato dos pais, José e Mary "Kitty" Menéndez.
Durante o julgamento, eles afirmaram que cometeram os assassinatos, com medo de que seu pai os matasse depois que eles ameaçaram expô-lo por anos de abuso sexual, emocional e físico. A acusação de abuso nunca foi provada, no entanto, a promotoria alega que o crime foi cometido para que os irmãos recebessem a herança de 14 milhões de dólares.
Em 2017, Diane Vander Molen, uma prima dos irmãos, disse para a ABC: "Eu sei que eles nunca, jamais, teriam feito o que fizeram a menos que sentissem que não tinham escolha, que eram eles ou seus pais". Ela havia testemunhado no tribunal e essa foi a sua primeira entrevista após a condenação dos Menendez.
Em abril de 2022 o El Comércio do Peru escreveu: "sua imagem ainda está viva na mídia".
Em 19 de setembro de 2024, o caso dos irmãos Menendez voltou às manchetes por causa da segunda temporada da minissérie Monstros (Monsters: The Lyle and Erik Menendez Story), lançada pela Netflix. A atração atraiu muita audiência e provocou um debate sobre a popularidade de séries baseadas em crimes reais, relacionado se o telespectador que acompanha essas histórias é violento ou tem uma tendência a tolerar certas atitudes violentas.
Em outubro de 2024, foi anunciado na imprensa que os procuradores de Los Angeles vão recomendar a alteração da sentença proporcionando aos irmãos uma hipótese de liberdade após 34 anos de prisão. Os procuradores precisam, agora, da aprovação do tribunal para repetir o julgamento.

## Contexto
O pai de Lyle e Erik, José Enrique Menéndez, havia nascido em 6 de maio de 1944, em Havana, Cuba, e aos 16 anos, logo após o início da Revolução Cubana, havia sido enviado aos Estados Unidos para morar com parentes. Estudou na Southern Illinois University, onde conheceu Mary Louise "Kitty" Andersen (nascida em 1941). Eles se casaram em 1963 e se mudaram para Nova York, onde José se formou em Contabilidade no Queens College.
O primeiro filho do casal, Joseph Lyle Menéndez, nasceu em 10 de janeiro de 1968. Kitty deixou seu emprego de professora depois que Lyle nasceu e a família se mudou para Nova Jersey, onde o segundo filho do casal, Erik Galen Menendez nasceu em 27 de novembro de 1970, em Gloucester Township. Em Nova Jersey, a família morava em Hopewell Township e ambos os irmãos frequentavam a Princeton Day School.
Em 1986, a carreira de José como executivo do setor musical, levou a família para Beverly Hills, Califórnia. No ano seguinte, Erik começou a frequentar o ensino médio na Beverly Hills High, onde teve notas médias, mas mostrou ter talento para o tênis, ficando em 44º lugar nos Estados Unidos para jogadores menores de 18 anos.
A família foi algumas vezes tida como "feliz", mas a Newsweek reportou em 2017 que José também havia sido descrito como "um valentão mulherengo obcecado por sucesso" e que Kitty havia tentado o suicídio três vezes.

## Antecedentes criminais
Os irmãos, apesar de serem ricos, ainda na adolescência passaram a roubar "por diversão", além de se envolverem em brigas e outras confusões, o que preocupava seus pais. Lyle chegou a ser suspenso da Princeton Day School por plágio.

## O crime
Na noite de 20 de agosto de 1989, José e Kitty estavam vendo TV na sala de sua casa em Beverly Hills, quando Lyle e Erik entraram na sala carregando suas espingardas que haviam comprado alguns dias antes. Eles balearam os pais diversas vezes, sendo que José levou um tiro na nuca que quase o decapitou, enquanto que os tiros que atingiram o rosto de Kitty a deixaram irreconhecível. "Nunca tinha visto nada tão brutal", disse o detetive Dan Stewart, que atendeu à ocorrência, numa entrevista em 1990.
Lyle então chamou a polícia, gritando: "alguém matou meus pais!". Quando os policiais chegaram, os irmãos disseram que os assassinatos haviam ocorrido enquanto eles estavam no cinema vendo Batman. Depois eles teriam participado do festival anual Taste of LA no Santa Monica Civic Auditorium.
Lyle tinha então 21 anos de idade e Erik, 18, na época do crime.

## Investigações
Durante os estágios iniciais da investigação, a polícia tentou restringir a busca aos suspeitos que tinham motivos para matar o casal. Eles também investigaram possíveis mafiosos, já que os irmãos tinham dito que o crime estava relacionado à máfia.
À medida que a investigação prosseguiu, a polícia passou a desconfiar que os irmãos eram os autores, já que tinham motivos financeiros óbvios, pois estavam gastando dinheiro livremente após os assassinatos. Nos meses após o crime, Lyle comprou um relógio Rolex, um Porsche Carrera, uma casa em West Windsor, Nova Jersey, e o Chuck's Spring Street Cafe, um restaurante em Princeton. Já Erik contratou um treinador de tênis em tempo integral e competiu em uma série de torneios em Israel. Eles acabaram deixando a mansão de Beverly Hills desocupada, pois decidiram morar em condomínios adjacentes na vizinha Marina del Rey. Eles também dirigiram por Los Angeles no Mercedes-Benz SL conversível de sua falecida mãe, jantaram em restaurantes caros e fizeram viagens para o Caribe e Londres. Acredita-se que eles tenham gasto cerca de 700 mil dólares no período entre os assassinatos e suas prisões. Também ficou óbvio para a polícia, por seu comportamento, que eles não se importavam com as mortes.

### Testemunha chave
Meses depois, Erik acabou confessando o crime para seu psicólogo, Jerome Oziel, e para que Oziel mantivesse o segredo, Menendez o ameaçou. Oziel, no entanto, contou tudo para sua então namorada, Judalon Smyth, que depois de terminar o relacionamento, revelou a história para a polícia.

## Prisão
Após o testemunho de Smyth, Lyle foi preso em 8 de março de 1990 e Erik se entregou três dias depois, após voltar de Israel. Ambos foram detidos sem direito à fiança e separados um do outro porque os policiais temiam que eles pudessem planejar sua fuga.
Em agosto de 1990, o juiz James Albrecht decidiu que as fitas das conversas entre Erik e Oziel eram provas admissíveis, uma vez que Oziel afirmou que Lyle o havia ameaçado e, assim, violado a relação médico-paciente. A defesa tentou apelar da decisão de Albrecht e o julgamento foi adiado por dois anos. A Suprema Corte da Califórnia decidiu em agosto de 1992 que a maioria das fitas era admissível, exceto a fita em que Erik discutia os assassinatos, e com essa decisão, em dezembro de 1992, os irmão foram formalmente acusados do assassinato de seus pais.

## Julgamento

### Primeiro julgamento
O caso Menéndez tornou-se uma sensação nacional quando a Court TV transmitiu o primeiro julgamento em julho de 1993. Representados pela advogada Leslie Abramson, os irmãos declararam que foram levados ao assassinato por uma vida inteira de abusos nas mãos de seus pais, especialmente abuso sexual pelo pai, que foi descrito como um perfeccionista cruel e pedófilo. Enquanto isso, sua mãe foi descrita como uma viciada em drogas, alcoólatra, egoísta e mentalmente instável que encorajava o comportamento de seu marido e às vezes também era violenta com os filhos.
As alegações contra o casal foram apoiadas por familiares, com várias pessoas testemunhando. Andy Cano primo dos irmãos, disse que quando criança, Erik lhe contou sobre o abuso sexual, que ambos descreveram como "massagens penianas". Diane Vander Molen, outra prima dos irmãos, afirmou que uma vez contou a Kitty sobre o abuso sexual de Lyle por José, mas que Kitty havia dito que a história era falsa. Evidências físicas também foram fornecidas pela defesa, que incluiu fotografias da genitália de Lyle e Erik tiradas por seu pai quando os irmãos eram crianças.
Em seus depoimentos, Lyle e Erik afirmaram que o abuso sexual havia recomeçado poucas semanas antes do crime, levando a vários confrontos familiares. Eles também alegaram que seu pai ameaçou matá-los se eles não mantivessem segredo. Naquela época, os irmãos descobriram que seus pais estavam escondendo rifles em seus quartos, o que os levou a comprar suas próprias espingardas para se protegerem. O último confronto teria acontecido dentro de casa em 20 de agosto de 1989, pouco antes de Kitty e José serem mortos. Os irmãos  afirmaram que durante a briga, seu pai fechou a porta, o que era incomum. Com medo de serem mortos, Lyle e Erik saíram de casa para carregar suas espingardas. Erik afirmou: "quando entrei na sala, comecei a atirar."
A promotora Pam Bozanich argumentou que não tinha havido abuso sexual "porque eles não têm o equipamento necessário para serem estuprados" e o promotor Lester Kuriyama sugeriu que Erik era homossexual e que o abuso sexual havia sido consensual. Os promotores argumentaram que os assassinatos tinham sido motivados por ganho financeiro, já que a herança equivalia a uma fortuna de 14 milhões de dólares.
O julgamento terminou sem que os jurados chegassem a um veredito e, como resultado, o promotor público do condado de Los Angeles, Gil Garcetti, anunciou imediatamente que os irmãos seriam julgados novamente.

### Segundo julgamento
O segundo julgamento foi um pouco menos divulgado, em parte porque o juiz Stanley Weisberg não permitiu câmeras no tribunal. Durante o segundo julgamento, Weisberg também não permitiu muitos depoimentos de defesa sobre as alegações de abuso sexual e não permitiu que o júri votasse em em homicídio culposo em vez de homicídio.
Neste novo julgamento, os irmãos foram considerados culpados por duas acusações de assassinato em primeiro grau e de conspiração para cometer assassinato à prisão perpétua sem possibilidade de liberdade condicional. O júri argumentou que o possível abuso não foi um fator levado em conta, mas que a decisão de não impor a pena de morte era porque ambos não tinham antecedentes criminais ou histórico de violência antes dos assassinatos. O júri também rejeitou a teoria da defesa de que os irmãos mataram seus pais por medo, apesar de todas as provas e depoimentos.
Assim, em 2 de julho de 1996, o juiz Weisberg proferiu a sentença de condenação dos irmãos: prisão perpétua sem direito à liberdade condicional.

## Prisão
Como em sua prisão preventiva, o Departamento Correcional da Califórnia separou os irmãos e os enviou para diferentes prisões. Por serem considerados presos de segurança máxima, eles também foram separados dos demais detentos.
Eles permaneceram em prisões diferentes até fevereiro de 2018, quando Lyle foi transferido da Prisão Estadual de Mule Creek, no norte da Califórnia, para a Penitenciária Richard J. Donovan, no condado de San Diego, onde Erik cumpria pena e onde eles foram foram alojados em unidades separadas. Em 4 de abril de 2018, Lyle foi transferido para a mesma unidade habitacional que Erik e eles se reuniram pela primeira vez desde que começaram a cumprir suas sentenças quase, 22 anos antes.
Segundo testemunhas, os irmãos começaram a chorar e se abraçaram em seu primeiro encontro na unidade habitacional, que é reservada aos internos que aceitam participar de programas de educação e reabilitação sem causar transtornos.

## Apelações
Em 27 de fevereiro de 1998, o Tribunal de Apelação da Califórnia confirmou as condenações de assassinato dos irmãos e em 28 de maio de 1998 a Suprema Corte da Califórnia se recusou a revisar o caso. Ambos os irmãos entraram com pedidos de habeas corpus na Suprema Corte da Califórnia, que foram negados em 1999. Tendo esgotado seus recursos de apelação no tribunal estadual, eles apresentaram pedidos de habeas corpus separados no Tribunal Distrital dos Estados Unidos. Em 4 de março de 2003, um juiz magistrado recomendou o indeferimento das petições e o tribunal distrital adotou a recomendação. Eles então decidiram apelar ao Tribunal de Apelações dos Estados Unidos, mas em setembro de 2005 um painel de três juízes negou ambos os pedidos de habeas corpus, embora o juiz Alex Kozinski tenha declarado que o juiz Weisberg mudou muitas de suas decisões durante os dois julgamentos.
Em maio de 2025, um juiz da Califórnia, Michael Jesic, reduziu as penas de Lyle e Erik, que foram condenados a prisão perpétua em 1996, a uma pena entre 50 anos e prisão perpétua. Esta nova sentença permite que os irmãos Menendez, que já cumpriram 35 anos, possam pedir para saírem em liberdade condicional. Tal pedido será decidido por um comité especial no próximo dia 14 de junho.

## Na cultura popular

### Documentários
- Em 2000, um episódio de uma série de documentários da Court TV (agora TruTV) intitulado Mugshots: Menendez Brothers – Blood Brothers foi ao ar no FilmRise.
- Em 2015, Barbara Walters Presents: American Scandals apresentou os irmãos Menendez em um episódio intitulado "Menendez Brothers: The Bad Sons".
- Em 2016, os irmãos Menendez foram apresentados no documentário sobre crimes reais Snapped.
- Em 2017, os irmãos Menendez foram apresentados em um documentário intitulado Truth and Lies: The Menéndez Brothers – American Sons, American Murderers na ABC.
- Em 2017, a HLN lançou a nova série How it Really Happened – with Hill Harper , com um episódio com a história dos irmãos Menendez. O episódio é intitulado "The Menéndez Brothers: Murder in Beverly Hills", e termina com uma entrevista por telefone de Lyle da prisão com Chris Cuomo.
- Em 2020, o BuzzFeed Unsolved apresentou os irmãos Menendez em um especial de um episódio intitulado "How They Were Caught: The Menendez Brothers".
- Em 2021, os irmãos Menendez foram tema do especial 20/20 da ABC intitulado "Dentro do Movimento Menendez". O especial apresentou a popularidade dos irmãos no aplicativo de mídia social de compartilhamento de vídeos TikTok e seu crescente número de apoiadores.
- Em 2024, a Netflix lançou uma série em 9 episódios intitulada: Monstros: Irmãos Menendez: Assassinos dos Pais.[12]

### Filmes e séries

#### Filmes
- Em 1994, os irmãos Menendez foram apresentados no filme de televisão Menendez: A Killing in Beverly Hills na CBS. Lyle foi interpretado por Damian Chapa e Erik foi interpretado por Travis Fine.
- Em 1994, o filme de televisão Honor thy Father and Mother: The True Story of the Menendez Murders apresenta Lyle e Erik Menendez interpretados por Billy Warlock e David Berón, respectivamente.
- Em 1994, os irmãos Menendez foram vagamente retratados no filme de crime Natural Born Killers.
- Em 2017, os irmãos Menendez foram apresentados no filme de televisão Lifetime Menendez: Blood Brothers (2017). Lyle foi interpretado por Nico Tortorella  e Erik foi interpretado por Myko Olivier.

#### Séries de televisão
- Em 1990, o episódio da primeira temporada de Law & Order, " The Serpent's Tooth ", é vagamente baseado no caso Menendez Brothers.
- Em 1991, o primeiro episódio da quarta temporada de Jake and the Fatman , intitulado God Bless the Child, parece ser baseado nos assassinatos de Menendez, com o filho e a filha de um magnata do transporte matando ele e sua madrasta, para que eles não percam seus herança.
- Em 2008, o episódio da 3ª temporada de 30 Rock intitulado "Gavin Volure" apresenta Tracy Jordan fazendo várias referências aos irmãos Menendez, pois teme que seus próprios filhos tentem matá-lo por sua riqueza, um ato que ele denominou como "Menendez- ing".

- Em 2010, os irmãos Menendez foram referenciados por Bobby Singer na 6ª temporada, episódio 12 da série Supernatural da CW.
- Em 2016, os irmãos Menendez foram mencionados várias vezes no drama FX The People v. OJ Simpson: American Crime Story (2016). Baseada na história verídica do julgamento altamente televisionado de OJ Simpson, a série se passa ao mesmo tempo que os julgamentos dos irmãos Menendez. Existem vários personagens que trabalharam nos respectivos casos dos irmãos e de OJ Simpson , como Robert Shapiro, Lance Ito e Gil Garcetti. Shapiro (interpretado por John Travolta) mencionou Erik no episódio 2 afirmando: "Na verdade, eu organizei a rendição de Erik Menendez de Israel". Esta declaração é baseada no discurso real de Shapiro durante a infame perseguição de Simpson no Bronco, na tentativa de fazê-lo se render à polícia.
- Em 2017, a NBC exibiu Law & Order: True Crime – The Menéndez Murders. Um especial de 8 episódios da franquia Law & Order, a série retrata os assassinatos, investigações, prisões e julgamentos detalhados dos irmãos Menendez. Em comparação com seus antecessores, a série retrata os irmãos com mais simpatia, focando na defesa liderada pela advogada Leslie Abramson e nas alegações de abuso físico e sexual. Lyle foi interpretado pelo ator Miles Gaston Villanueva, que recebeu uma indicação de Melhor Ator no 33º Imagen Awards, enquanto Erik foi interpretado pelo ator e cantor Gus Halper. Sua estreia no Paley Center for Mediacontou com a presença da família e amigos de Lyle, que elogiaram a representação dos irmãos na série. Em uma entrevista com Megyn Kelly Today após a estreia do primeiro episódio, Lyle revelou que a série foi "dolorosa de assistir", mas a representação dele por Villanueva é "surpreendentemente precisa", apesar dos produtores e do ator não serem capazes de comunicar com ele. No Primetime Emmy Award de 2018, a série estreou com uma indicação para Melhor Atriz em Série Limitada, com Edie Falco indicada por sua interpretação de Abramson.

### Paródia e comédia negra
- Em 1993, o Saturday Night Live exibiu um esboço de comédia com o apresentador convidado John Malkovich , onde os irmãos Menendez culpam seus irmãos gêmeos idênticos pelo assassinato de seus pais. Em 2015, os irmãos Menendez são referenciados novamente na música de esboço "First Got Horny 2 U" de um episódio da 41ª temporada apresentado por Elizabeth Banks.
- Em 1996, o hype da mídia em torno do primeiro julgamento foi parodiado no filme de comédia de humor negro The Cable Guy.
- Em 2016, os irmãos Menendez foram temas do podcast semanal 'true-crime' The Last Podcast on the Left .

### Outros
- Os irmãos Menendez são vistos no fundo do cartão de basquete Mark Jackson da NBA Hoops de 1990-1991, no qual o armador do New York Knicks é visto fazendo um passe. Em dezembro de 2018, o eBay começou a encerrar todos os leilões nos quais eles eram mencionados, mas alguns vendedores continuaram a vender o cartão, que passou, inclusive, a ser mais valorizado, segundo o Daily Mail.[13]

## Curiosidades
José e Kitty estão enterrados no Cemitério de Princeton.
Atualmente, uma campanha está em curso no Tik Tok pedindo que a pena dos irmãos seja revista.

### Casamentos na prisão
Em 2 de julho de 1996, Lyle casou-se com Anna Eriksson em uma cerimônia com a presença de Abramson e sua tia Marta Menéndez, presidida pela juíza Nancy Brown. Eles se divorciaram em 1º de abril de 2001 depois que Eriksson descobriu que Lyle a estava traindo com outra mulher. Em novembro de 2003, Lyle se casou com Rebecca Sneed em uma cerimônia em uma área de visitação da Prisão Estadual de Mule Creek. Eles haviam se conhecido cerca de dez anos antes.
Já Erik se casou em 12 de junho de 1999 com Tammi Ruth Saccoman na Folsom State Prison. Tammi declarou mais tarde: "Nosso bolo de casamento era um Twinkie. Improvisamos. Foi uma cerimônia maravilhosa até que eu tive que sair. Foi uma noite muito solitária". Ela também descreveu seu relacionamento com Erik como "algo que eu sonhei por muito tempo. E é apenas algo muito especial que eu nunca pensei que teria".
Em 2005, Tammi publicou um livro intitulado They Said We'd Never Make It - My Life com Erik Menéndez, mas ela disse no Larry King Live da CNN que Erik também "fez muitas edições no livro". Numa entrevista à revista People ela afirmou: "Não fazer sexo na minha vida é difícil, mas não é um problema para mim. Eu tenho que estar emocionalmente ligada e estou emocionalmente ligada a Erik. Minha família não entende. Quando começou a ficar sério, alguns deles simplesmente levantaram as mãos". Tammi também afirmou que ela e sua filha dirigem 150 milhas (240 km) todo fim de semana para visitar Erik e que sua filha se refere a ele como seu "Pai da Terra".
Apesar de sua sentença de prisão perpétua, Erik afirmou: "Tammi é o que me faz passar por isto. Eu não consigo pensar na sentença. Quando eu o faço, eu faço isso com uma grande tristeza e um medo primitivo. Eu começo a suar frio. É tão assustador e eu simplesmente não cheguei a um acordo com isso."